# Nemesio (nome)
Nemesio  è un nome proprio di persona italiano maschile.

## Varianti
- Maschili: Nemezio[1]
- Femminili: Nemesia[1]

### Varianti in altre lingue
- Asturiano: Demesio[2]
- Basco: Nemesi[2]
- Catalano: Nemesi[2]
- Francese: Némésios
- Greco antico: Νεμέσιος (Nemésios)[1]
- Latino: Nemesius[1]
- Portoghese: Nemésio
- Russo: Немезий (Nemezij)
- Spagnolo: Nemesio[2]

## Origine e diffusione
Deriva da un tardo nome greco, Νεμέσιος (Nemésios); si tratta di un nome teoforico riferito a Nemesi, la dea greca della giustizia punitiva. Alcune fonti ne interpretano quindi il significato come "giustiziero".
In Italia, secondo dati pubblicati negli anni 1970, era attestato maggiormente al Nord e al Centro, con poco più di seicento occorrenze contando le varianti; la diffusione era sostenuta dal culto dei vari santi così chiamati e forse, in ambienti anarchici dell'Ottocento, anche l'accostamento al concetto di "nemesi storica".

## Onomastico
L'onomastico si può festeggiare in memoria di più santi, alle date seguenti:
- 20 febbraio, san Nemesio, martire a Cipro[3]
- 1º agosto, san Nemesio di Lisieux[2][3]
- 25 agosto, san Nemesio, padre di santa Lucilla, convertito da papa Stefano I e diacono, martire a Roma[3]
- 10 settembre, san Nemesio, martire ad Alessandria d'Egitto sotto Decio[3][4]
- 18 dicembre, beata Nemesia Valle, religiosa delle suore della carità di Santa Giovanna Antida Thouret[5]

## Persone

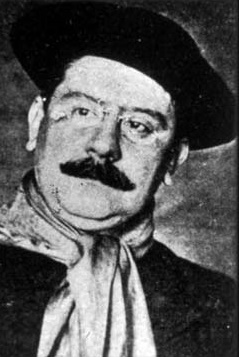
Nemesio Trejo

- Nemesio, filosofo e vescovo greco antico
- Nemesio Oseguera Cervantes, criminale messicano
- Nemesio Orsatti, pittore, incisore e scultore italiano
- Nemesio Trejo, drammaturgo argentino

### Variante femminile Nemesia
- Nemesia Valle, religiosa italiana